# Buchholz (Stendal)
Buchholz ist ein Ortsteil der gleichnamigen Ortschaft der Hansestadt Stendal im Landkreis Stendal in Sachsen-Anhalt, (Deutschland).

## Geographie
Buchholz, ein Haufendorf mit Kirche, liegt im Südosten der Altmark auf dem Tangermünder-Buchholzer Höhenzug, der zwischen der Uchte und dem Tanger die Täler um bis zu 40 Meter überragt. Der Ortsteil Bucholz ist etwa acht Kilometer von der Stendaler Innenstadt entfernt.
Nachbarorte sind Insel im Nordwesten, Döbbelin im Norden, Gohre und Dahlen im Nordosten, Dahrenstedt und Welle im Osten, Bellingen und Hüselitz im Südosten und Süden, sowie Lüderitz im Südwesten.

## Geschichte

### Mittelalter bis Neuzeit
Um 1140 wurde die romanische Kirche des Dorfes errichtet.
Im Jahre 1209 wurde ein Burchardus de Bucholth oder Buchholth in einer in Tangermünde ausgestellten Urkunde als Zeuge genannt.
Das Dorf wurde im Jahre 1254 als villa Bocholte erstmals erwähnt, als Markgraf Otto dem Kloster Neuendorf seine Besitzungen bestätigte. 1282 hieß es villa Bocholte.
Im Landbuch der Mark Brandenburg von 1375 wird das Dorf als Bucholt und Bukholt aufgeführt. Weitere Nennungen sind 1687 Bucholtz und 1801 Buchholz mit Schmiede, Windmühle und Krug.

### Landwirtschaft
Bei der Bodenreform wurden 1945 ermittelt: 52 Besitzungen unter 100 Hektar hatten zusammen 776 Hektar, eine Kirchenbesitzung hatte 24 Hektar, eine Gemeindebesitzung 2 Hektar. Enteignet wurden 109 Hektar, davon wurden 105 Hektar auf 20 Siedler aufgeteilt. Im Jahre 1953 entstand die erste Landwirtschaftliche Produktionsgenossenschaft vom Typ III, die LPG „Einheit“.

### Herkunft des Ortsnamens
Der Name der Ortschaft ist deutschen Ursprungs: 1254 „bocholte“, 1540 „bockholte“, ist herzuleiten vom Buchenwald. Im Ortssiegel steht eine Buche.

### Gegenwart
Durch die verkehrsgünstige Lage an der Straßenverbindung Magdeburg–Stendal wurde Buchholz in den letzten Jahren ein attraktiver Wohnstandort, mehrere Eigenheime entstanden neu.

### Eingemeindungen
Ursprünglich gehörte das Dorf Buchholz zum Tangermündeschen Kreis der Mark Brandenburg in der Altmark. Zwischen 1807 und 1813 lag es im Kanton Lüderitz auf dem Territorium des napoleonischen Königreichs Westphalen. Nach weiteren Änderungen gehörte die Gemeinde ab 1816 zum Kreis Stendal, dem späteren Landkreis Stendal.
Am 25. Juli 1952 kam die Gemeinde Buchholz in den neuen Kreis Stendal. Am 1. Juli 1994 kam sie zum nun wieder vergrößerten Landkreis Stendal. Bis zum 31. Dezember 2009 war Buchholz eine selbstständige Gemeinde.
Durch einen Gebietsänderungsvertrag beschloss der Gemeinderat der Gemeinde Buchholz am 9. Juni 2009, dass die Gemeinde Buchholz in die Stadt Stendal eingemeindet wird. Dieser Vertrag wurde vom Landkreis als unterer Kommunalaufsichtsbehörde genehmigt und trat am 1. Januar 2010 in Kraft.
Nach der Eingemeindung der bisher selbstständigen Gemeinde Buchholz wurde Buchholz ein Ortsteil der Stadt Stendal. Für die eingemeindete Gemeinde wurde die Ortschaftsverfassung nach den §§ 86 ff. der Gemeindeordnung Sachsen-Anhalt eingeführt. Die eingemeindete Gemeinde Buchholz und künftige Ortsteil Buchholz wurde zur Ortschaft der aufnehmenden Stadt Stendal. In der eingemeindeten Gemeinde und nunmehrigen Ortschaft Buchholz wurde ein Ortschaftsrat mit fünf Mitgliedern einschließlich Ortsbürgermeister gebildet.

### Einwohnerentwicklung
| Jahr | Einwohner |
| ---- | --------- |
| 1734 | 192       |
| 1775 | 123       |
| 1790 | 188       |
| 1798 | 208       |
| 1801 | 210       |
| 1818 | 242       |

| Jahr | Einwohner |
| ---- | --------- |
| 1840 | 283       |
| 1864 | 380       |
| 1871 | 326       |
| 1885 | 364       |
| 1892 | [00]338   |
| 1895 | 355       |

| Jahr | Einwohner |
| ---- | --------- |
| 1900 | [00]336   |
| 1905 | 349       |
| 1910 | [00]337   |
| 1925 | 374       |
| 1939 | 294       |
| 1946 | 536       |

| Jahr | Einwohner |
| ---- | --------- |
| 1964 | 368       |
| 1971 | 339       |
| 1981 | 289       |
| 1993 | 274       |
| 2006 | 294       |
| 2013 | [00]285   |

| Jahr | Einwohner |
| ---- | --------- |
| 2014 | [00]263   |
| 2018 | [00]261   |
| 2019 | [00]267   |
| 2021 | [00]250   |
| 2022 | [00]258   |
| 2023 | [0]257    |

Quelle, wenn nicht angegeben, bis 2006:

## Religion
Die evangelische Kirchengemeinde Buchholz, die früher zur Pfarrei Buchholz bei Stendal gehörte, wird betreut vom Pfarrbereich Stendal, Süd-West im Kirchenkreis Stendal im Bischofssprengel Magdeburg der Evangelischen Kirche in Mitteldeutschland.
Die ältesten überlieferten Kirchenbucheinträge für Buchholz stammen aus dem Jahre 1701.
Die katholischen Christen gehören zur Pfarrei St. Anna in Stendal im Dekanat Stendal im Bistum Magdeburg.

## Politik

### Ortsbürgermeisterin
Die Ortsbürgermeisterin der Ortschaft Buchholz ist Karin Schulze.

### Ortschaftsrat
Bei der Ortschaftsratswahl am 9. Juni 2024 stellte sich die Wählergemeinschaft „Wir für Buchholz“ mit 4 Wahlvorschlägen zur Wahl. Drei Ortschaftsräte und eine Rätin wurden gewählt, einer der 5 Sitze bleibt unbesetzt. Von 209 Wahlberechtigten hatten 153 ihre Stimme abgegeben, die Wahlbeteiligung betrug damit 73,21 Prozent.

## Kultur und Sehenswürdigkeiten

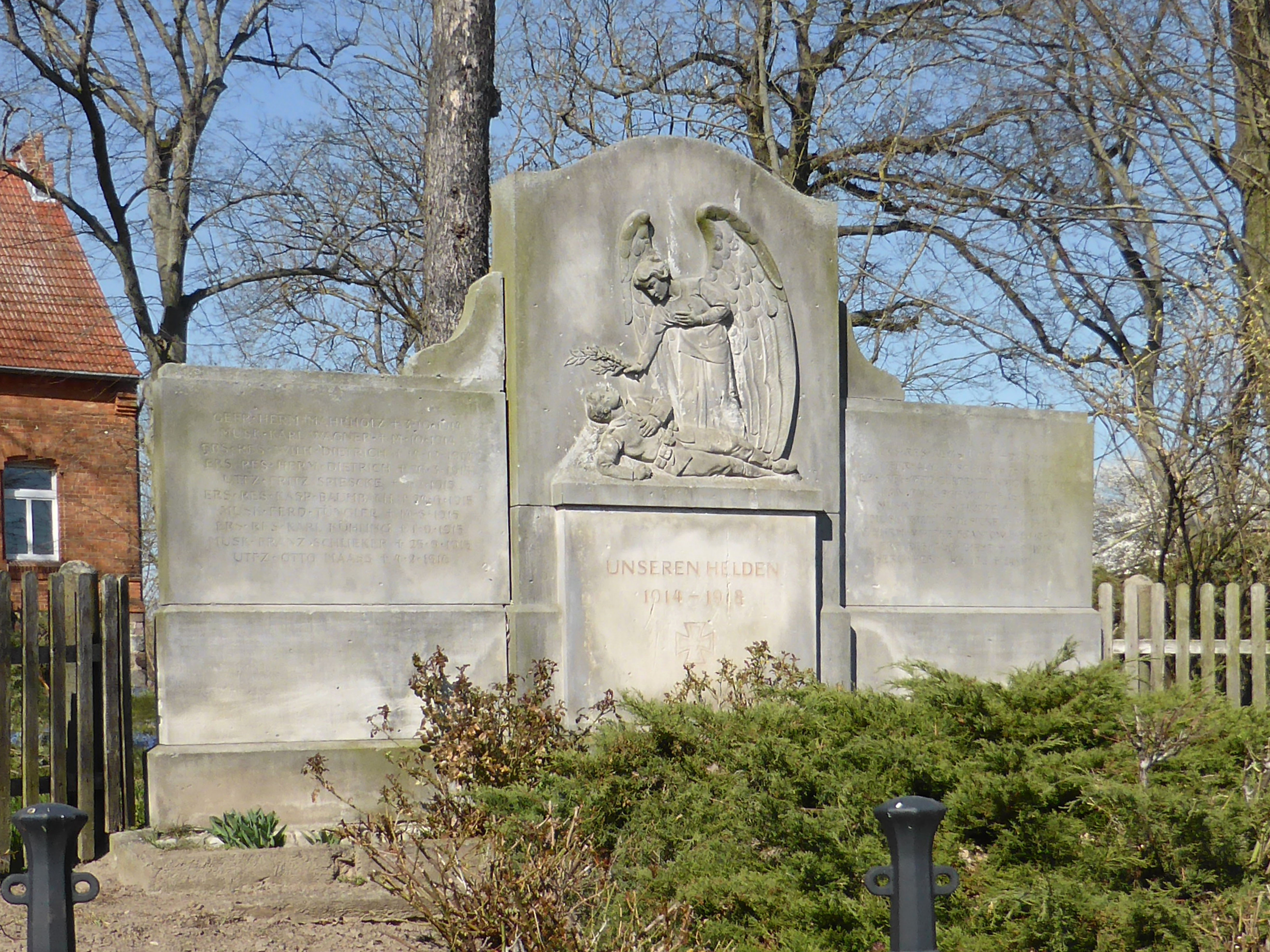
Denkmal für die Opfer des Ersten Weltkriegs aus Buchholz

- Die aus Feldsteinen mit einem mächtigen Querturm errichtete Buchholzer Dorfkirche steht erhöht am westlichen Rand der Dorfstraße. Ihr ältestes Inventarstück ist ein Taufstein aus dem 12./13. Jahrhundert.
- Der Ortsfriedhof ist auf dem Kirchhof.
- Ein Bauernhof und ein Stallgebäude stehen unter Denkmalschutz.[4]
- In Buchholz steht vor der Kirchenmauer ein Denkmal aus Sandsteinblöcken für die Gefallenen des Ersten Weltkrieges und in der Nähe ein Gedenkstein für die Gefallenen des Zweiten Weltkrieges.[28]

## Verkehr
Durch den Ortsteil Buchholz führt die Bundesstraße 189, die wichtigste Nord-Süd-Verbindung im Norden Sachsen-Anhalts.
Es verkehren Linienbusse und Rufbusse von stendalbus.
Im nahen Stendal bestehen Bahnanschlüsse nach Hannover, Berlin, Magdeburg und Schwerin.